# Odaïr Fortes
Odaïr Júnior Lopes Fortes (Praia, 31 marzo 1987) è un ex calciatore capoverdiano, di ruolo centrocampista.

## Caratteristiche tecniche
È un esterno destro.

## Carriera

### Club
Ha giocato in Ligue 1 con i francesi del Reims.